# Besnyő
Besnyő is een plaats (község) en gemeente in het Hongaarse comitaat Fejér. Besnyő telt 1849 inwoners (2006).